# Keiran Lee
Keiran Lee (Derby, 15 de janeiro de 1984) é um ator pornográfico inglês. Ele ganhou em 2007 o UK Adult Film and Television Award de Melhor Ator.
Em uma entrevista de 2008, ele disse que estava comprometido com a atriz pornô Puma Swede, e tinha um contrato de dois anos com a produtora Brazzers. Lee e Swede se casaram em 2009.

## Prêmios
- 2007: UK Adult Film and Television Award – Melhor Ator (venceu)[3]
- 2011: AVN Awards – Melhor Ator do Ano (indicado)[4]